# わかしまね
わかしまねは、島根県の水産練習船。島根県立浜田水産高等学校と島根県立隠岐水産高等学校が漁業実習に使用していた。

## 概要
約6億円をかけて建造され、2006年3月1日に進水した。定員の増加、法令改正による新たな構造基準への対応と、女子生徒用居室・浴室などの設置により、先代より大型化した。
2008年10月8日午後6時45分頃、「わかしまね」は島根県立隠岐水産高等学校の漁業実習から境港に帰港しようとしていたが、境港の港域内の北緯35度33分6秒、東経133度16分26秒付近の海上で巻網運搬船第22事代丸と衝突して沈没。「わかしまね」に乗船していた生徒らは全員第22事代丸に救助されたが2名が負傷した。
「わかしまね」は同年10月28日に引き揚げられて松江市美保関町にある福島造船所の工場に運ばれたが、島根県教育委員会は同船の損傷状況から「修理費が高額の上に、予定していた耐用年数まで使用することは難しい」として廃船処分とすることを決定した。
2008年11月17日付の入札公告により一般競争入札手続に付され、12月5日に売却公告がなされている。

## 参考資料
- 第八管区海上保安本部水路通報2008年804項